# Hérón Alexandrijský
Hérón Alexandrijský, zvaný Méchanikos (řecky Ἥρων ὁ Ἀλεξανδρεύς; 10 Alexandrie – 75 Alexandrie), byl starověký matematik a vynálezce.
Zabýval se praktickými úlohami z matematiky, mechaniky a dalších oblastí fyziky. Působil v proslulém Múseiu v Alexandrii.

## Dílo
Ačkoliv je jeho dílo mnohem obsáhlejší (pokoušel se rovněž sestrojit perpetuum mobile), je dnes znám především jako autor Heronova vzorce pro výpočet obsahu trojúhelníku, který uveřejnil ve svém díle Metrika. Sestrojil takzvanou Heronovu baňku, když se jako první pokusil použít sílu páry. Parní stroj nesl název „Aeolipile“ neboli „míč boha větrů Aióla“. Jeho spis Mechanika se dochoval pouze v arabském překladu pod názvem Heronova kniha o zvedání těžkých předmětů a v citátech Pappa Alexandrijského. V první části tohoto díla se již objevuje skládání pohybů podle pravidla rovnoběžníku. Ve svém díle Automata se také věnuje automatizaci, pročež toto dílo bývá označováno za první knihu o kybernetice. Popisuje v něm různá zařízení, např. olejovou lampu, do které se automaticky doléval olej, automatický pohyb loutek, samočinně zavírané dveře chrámu a automat na „antickou limonádu“ na pětidrachmu.

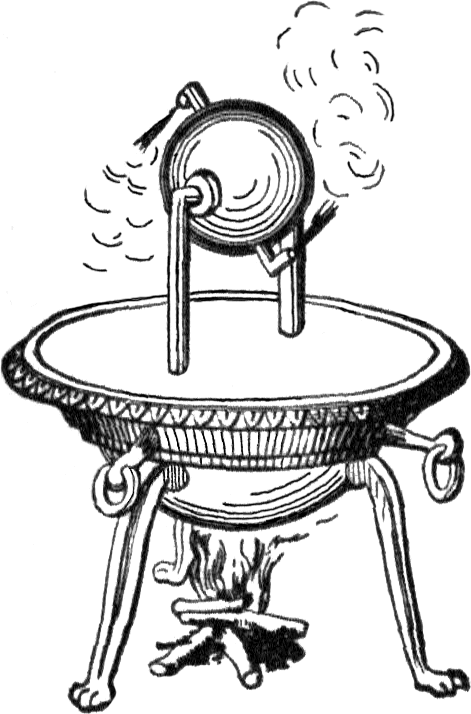
Aeolipile neboli „míč boha větrů Aióla“ – parní reaktivní stroj, známý také jako Heronova baňka